# Зморович, Юрий Валентинович
Ю́рий Валенти́нович Зморо́вич (14 апреля 1946, Киев, УССР, СССР — 8 февраля 2021, Киев, Украина) — киевский, украинский и европейский художник, скульптор, перформер, поэт, музыкант-мультиинструменталист, режиссёр, сценарист, актер, видеорежиссёр, инициатор и участник множества международных культурных проектов. Нередко выступал под творческими псевдонимами — Zmorro (Зморро) и Минималиссимус.

## Жизнь и творчество
Сын известного киевского и украинского математика советской эпохи доктора физико-математических наук Валентина Анатольевича Зморовича (1909—1994). Сестра, Елена Валентиновна Забара (род. 1935, замужем за видным учёным в области компьютерных технологий С. С. Забарой), также стала художником.
Окончил Киевский государственный художественный институт (архитектурный и искусствоведческий факультеты; диплом по специальности — история и теория искусства) и Ленинградский государственный институт театра, музыки и кинематографии (отделение режиссуры кино и театра). Работал лаборантом и техником в Институте физики АН УССР (1962—1964), завсектором народной архитектуры (1969—1972) в Музее народной архитектуры и быта Украины, редактором, сценаристом и режиссёром на студиях Киевнаучфильм (1972—1989), Центрнаучфильм (Москва) (1988—1990), Объединение «Экран» (Центральное телевидение, Москва) (1992), РЕН-ТВ-Москва (1994).
В последние месяцы жизни болел, имел проблемы с сердцем. Умер на 75-м году жизни 8 февраля 2021 года. Был кремирован, прах похоронен в колумбарии Байкового кладбища, возле крематория (участок № 6).

## Творчество

### Визуальное искусство
Автор нефигуративных композиций, выполненных в смешанной технике, и так называемой «металлической иероглифики» — «спонтанно создаваемых скульптурных композиций из старого железа и прочих некондиционных материалов», выставлявшихся в Киеве, Нью-Йорке, Хельсинки, Стамбуле, в нескольких московских галереях («Агасфер», «Арбатр», Зверевский центр современного искусства, а также Посольство США).

### Театр
С середины 1980-х гг. выступал в киевских художественных мастерских и галереях как акционист, определяя свои выступления как «глоссолалию» — синтез мистериального вакхического действа (танец, «говорение на языцех», атональное и полифоническое музицирование на музыкальных инструментах и прочих предметах). В 1991—1996 гг. руководил авторским театром-студией «ААА».
В 2000-е годы сотрудничает как режиссёр и исполнитель с Киевским театром поэзии «Под звёздным небом» под руководством Раисы Недашковской. В 2008 г. литературно-музыкальный спектакль театра «Ангел мой, ты видишь ли меня?» (по Ф. Тютчеву), в котором Зморович участвовал как автор литературной композиции, режиссёр и один из исполнителей, получил Серебряный диплом фестиваля «Золотой Витязь» в Москве. В 2010 г. на том же фестивале привлёк внимание критики спектакль театра «Слово о полку Игореве» (исполнители — Зморович и Недашковская):

Этот спектакль тяготеет по решению к синтезу монументальной музыкальной формы с драматическим прочтением современного перевода произведения. <…> Актёры стояли у микрофонов, почти не передвигаясь по сцене. Но тем не менее обоим удалось передать таинственную атмосферу далёкой эпохи.

Режиссёр и исполнитель моноспектаклей «Н. В. Гоголь. Завещание» (2010) и «Минималиссимус» (2011).

### Музыка
Как композитор и исполнитель, Юрий Зморович тяготел к спонтанной импровизации, фри-джазу, этнике, ранней музыке. Играл на саксофонах (сопрано, альт, тенор, баритон, C-Melody), бас-кларнете, флейтах (включая альтовую и флейту пикколо), этнических деревянных духовых инструментах, клавишных — фортепиано и синтезаторах, перкуссии, а также инструментах собственного изобретения и изготовления. Выступал как чтец и вокалист. Участвовал в различных проектах с Объединением «Арфи» (Франция, 1991), Ладонной Смит (США), Жаком Сироном (Швейцария), Борисом Райскиным (США), Сергеем Летовым, Аркадием «Фримэном» Кириченко (Москва), Владом Макаровым (Смоленск), Александром Александровым (Германия), Александром Нестеровым, Юрием Яремчуком, Марком Токарем, Романом Росем, Сергеем Охримчуком, Сергеем Горюновичем, Михаилом Самохваловым, Виктором Мележиком (Украина) и другими известными музыкантами. Автор более 30 авторских музыкальных дисков.
Зморовичу принадлежит музыка к фильму «Собачка» (Центрнаучфильм,1988), а также к собственным документальным фильмам «Портрет без лица. Александра Экстер» (Национальная синематека Украины, 1993; совместно с Александром Нестеровым, Жаком Сироном, Тарасом Волощуком), «И мир его не поймал. Григорий Сковорода» (Национальная киностудия им. А. Довженко, 2004).
В рамках 4-го Боспорского форума современной культуры (Керчь, Симферополь, 2011) состоялся мастер-класс Юрия Зморовича «СТРАДИВАРИ XXI ВЕКА»: изготовление музыкальных инструментов из бытовых предметов и отходов современной цивилизации.

### Специальные проекты
Главный герой монофестиваля «Зморро-фест» (июнь 2009, Москва, Зверевский центр современного искусства, организованного при инициативе поэта Александра Шишкина, основателя издательства «Арт Хаус медиа».
В 2011 году Юрий Зморович — центральная фигура, вместе с Александром «Фаготом» Александровым, 4-го Боспорского форума современной культуры (гг. Керчь, Симферополь), представлявшего авторов из России, с Украины, из Канады и с Мадагаскара.
По приглашению организаторов Боспорского форума, с 2012 года реализуется сольная мультижанровая программа «Школа Зморовича» — по сути, многодневный мини-фестиваль, где автор не только выступал сам в различных амплуа, но и представлял публике известных деятелей современной культуры.